# Corunna (Indiana)
Corunna è un comune degli Stati Uniti d'America, situato nello Stato dell'Indiana, nella contea di DeKalb.